# Maurizio Moro
Maurizio Moro (Ferrara, ... – ...; fl. XVI-XVII secolo) è stato un poeta italiano, noto soprattutto per i suoi madrigali.

## Biografia
Molto poco è noto dei suoi primi anni di vita. Divenne presbitero ("canonico") presso la Congregazione di San Giorgio d'Alga a Venezia, e autore di poemi sacri e di testi profani per libretti. Uno dei suoi madrigali, Sí ch'io vorrei morire, è stato musicato da Claudio Monteverdi nel suo quarto libro dei madrigali. Filippo Bonaffino ha anche musicato alcune sue opere nel libro dei madrigali.

## Opere
- "Rappresentatione del figliuolo prodigo", del reverendo P.D. Mauritio Moro, canonico secolare della congregatione di S. Giorgio d'Alega di Venetia (a cura di Carlo Pipini, Venezia, 1585)
- "Lacrime di Maria Maddalena", del R.P.D. Mauritio Moro, canonico secolare della congregazione di S. Giorgio d'Alga di Venetia (a cura di Agustino Dalla Noce, Vicenza, 1589)
- "I tre giardini de' madrigali" del Costante, Academico Cospirante, Mauritio Moro Vinetiano. Con il ghiaccio et il foco d'amore, le furie ultrici, et il ritratto delle cortigiane (a cura di Gasparo Contarini, Venezia, 1602)
- "La passione di N.S. Giesu Christo" d'Alberto Durero di Norimberga sposta in ottava rima dal R.P.D. Mauritio Moro (a cura di Daniele Bissuccio, Venezia, 1612)
- "Il consiglio di Caifa, con la partenza di Giesu dalla madre. Le trionfali insegne. La giuditio estremo". Del R.P.D. Maurizio Moro. (a cura di Lucio Spineda, Venezia, 1626)